# 环面

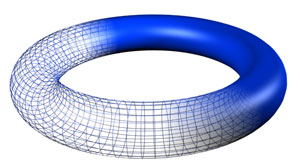
一个环面。

在几何上，一个环面（torus）是一个手镯形状的旋转曲面，由一个圆绕一个和该圆共面的一个轴回转所生成。球面可以视为环面的特殊情况，也就是旋转轴是该圆的直径时。若转轴和圆不相交，圆面中间有一个洞，就像一个手镯、甜甜圈、呼啦圈，或者一个充了气的轮胎。另一个情况，也就是轴是圆的一根弦的时候，就产生一个挤扁了的球面，就像一个圆的座垫那样。英文Torus曾是拉丁文的这种形状的座垫。

## 几何
圆环面可以参数式地定义为：
{\displaystyle x(u,v)=(R+r\cos {v})\cos {u}\,}
{\displaystyle y(u,v)=(R+r\cos {v})\sin {u}\,}
{\displaystyle z(u,v)=r\sin {v}\,}
其中
u, v ∈ [0, 2π],
R是管子的中心到画面的中心的距离，
r是圆管的半径。
直角坐标系中的关于z-轴方位角对称的环面方程是
{\displaystyle \left(R-{\sqrt {x^{2}+y^{2}}}\right)^{2}+z^{2}=r^{2}}
该圆环面的表面积和内部体积如下
{\displaystyle A=4\pi ^{2}Rr=\left(2\pi r\right)\left(2\pi R\right)\,}
{\displaystyle V=2\pi ^{2}Rr^{2}=\left(\pi r^{2}\right)\left(2\pi R\right).\,}
根据更一般的定义，环面的生成元不必是圆，而可以是椭圆或任何圆锥曲线。

## 拓扑

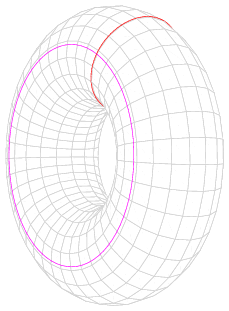
一个环面是两个圆的乘积。

将一个有小洞的环面翻转。

拓扑学上，一个环面是一个定义为两个圆的积的闭合曲面：S1 × S1。
上述曲面，若采用R3诱导的相对拓扑，则同胚于一个拓扑环面，只要它不和自己的轴相交。
该环面也可用欧几里得平面的一个商空间来表述，这是通过如下的等价关系来完成的
(x,y) ~ (x+1,y) ~ (x,y+1)
或者等价地说，作为单位正方形将对边粘合的商空间，表述为基本多边形 {\displaystyle ABA^{-1}B^{-1}}。
环面的基本群是圆的基本群和自身的直积：
{\displaystyle \pi _{1}(\mathbb {T} ^{2})=\pi _{1}(\mathbb {S} ^{1})\times \pi _{1}(\mathbb {S} ^{1})\cong \mathbb {Z} \times \mathbb {Z} }
直观地讲，这意味着一个先绕着环面的“洞”（譬如，沿着某个纬度方向的圆）然后绕着环面“实体”（譬如，沿着特定经度方向的圆）的闭路径可以变形成为先绕实体后绕空心的路径。所以，严格的经度方向和严格的纬度方向的路径是可交换的。这可以想象成为两个鞋带互相穿过然后解开再系上。
环面的第一同调群和基本群同构（因为基本群是交换群）。

## 高维度的環面
环面很容易推广到任意维。n维标准环面可以定义为 n 个标准圆的乘积：
{\displaystyle \mathbb {T} ^{n}=\mathbb {S} ^{1}\times \mathbb {S} ^{1}\times \cdots \times \mathbb {S} ^{1}}
上面所述的环面就是 {\displaystyle n} 维环面。 {\displaystyle 1} 维环面就是圆。 {\displaystyle 3} 维环面很难描述。和 {\displaystyle 2} 维环面一样， {\displaystyle n} 维环面可以表述为 {\displaystyle \mathbb {R} ^{n}} 在各个坐标方向整数平移下的商空间。也即， {\displaystyle n} 维环面是 {\displaystyle \mathbb {R} ^{n}} 模(modulo)整数格点 {\displaystyle \mathbb {Z} ^{n}} 的群作用（该作用就是向量和）。等价地说，{\displaystyle n} 维环面是 {\displaystyle n} 维立方体把相对的面两两粘合起来得到的空间。
{\displaystyle n} 维环是 {\displaystyle n} 维紧致流形的一个例子。它也是紧致可交换李群的一个例子。这是因为单位圆是一个紧致可交换李群（如果把它作为定义了乘法的单位长度复数来看）。环面上的群乘法可以定义为各坐标分别相乘。
环面群在紧致李群理论中有重要的作用。部分原因在于所有紧致李群中总是存在一个极大环面；也就是最大可能维度的闭子群环面。
{\displaystyle n} 维环面的基本群是一个n阶自由可交换群。 {\displaystyle n} 维环面的 {\displaystyle k} 阶同调群是 {\displaystyle n} 取 {\displaystyle k} 阶的自由可交换群。因此可以推出 {\displaystyle n} 维环面的欧拉示性数 是0。上同调环H·(Tn,Z)可以等同为Z-模 {\displaystyle \mathbb {Z} ^{n}}上的外代数，其生成元为 {\displaystyle n} 非平凡闭链的对偶。

## 环面着色
如果把环面分成若干区域，那么总是可以用最多7种颜色来着色，使得每对相邻区域有不同的颜色。（这和四色问题不同。）在下面的例子中，环面被分为7个区域，两两相邻，说明7色是必须的：

## 参見
- 代数环面
- 圆环
- 環圈
- 椭圆曲线
- 极大环面
- 周期格
- 球面
- 曲面
- 环体
- 环面 (原子物理)
- Villarceau圆
- 环面曲线